# Mayo (Carolina del Sud)
Mayo és una concentració de població designada pel cens dels Estats Units a l'estat de Carolina del Sud. Segons el cens del 2000 tenia 1.842 habitants.

## Demografia
Segons el cens del 2000, Mayo tenia 1.842 habitants, 719 habitatges i 532 famílies. La densitat de població era de 227,9 habitants/km².
Dels 719 habitatges en un 31,7% hi vivien nens de menys de 18 anys, en un 57,4% hi vivien parelles casades, en un 11% dones solteres, i en un 26% no eren unitats familiars. En el 22,4% dels habitatges hi vivien persones soles el 8,3% de les quals corresponia a persones de 65 anys o més que vivien soles. El nombre mitjà de persones vivint en cada habitatge era de 2,56 i el nombre mitjà de persones que vivien en cada família era de 2,99.
Per edats la població es repartia de la següent manera: un 24,7% tenia menys de 18 anys, un 8,5% entre 18 i 24, un 30,5% entre 25 i 44, un 24,2% de 45 a 60 i un 12,1% 65 anys o més.
L'edat mediana era de 37 anys. Per cada 100 dones de 18 o més anys hi havia 91 homes.
La renda mediana per habitatge era de 41.563 $ i la renda mediana per família de 47.045 $. Els homes tenien una renda mediana de 31.997 $ mentre que les dones 25.027 $. La renda per capita de la població era de 16.465 $. Entorn del 9,7% de les famílies i el 12,8% de la població estaven per davall del llindar de pobresa.

## Poblacions més properes
El següent diagrama mostra les poblacions més properes.